# أمبوردا الأسفل
أمبوردا الأسفل (بالإسبانية: Bajo Ampurdán) هي مقاطعة في كتالونيا، في إسبانيا، تقع في جرندة، بلغ عدد سكانها 132,598  نسمة وذلك حسب إحصائيات سنة 2016، عاصمتها لا بيسبال ديل أمبوردان، تبلغ مساحتها 701.7 كيلومتر مربع.

## الموقع
تشترك في الحدود مع:
- أمبوردا الأعلى
- جيرونيس
- سيلبا.

## التقسيمات الإدارية
- ألبونس
- باغور
- بيكايري
- كالونخي
- كاستيو دي أرو
- كولوميس
- كورسا، جرندة
- كروييس مونيس إي سان سادورني
- فويكسا
- فونتانياس
- فوراياك
- غاريغولاس
- غوالتا
- جافري
- لا بيسبال ديل أمبوردان
- لا بيرا
- لا تايادا
- مونتراس
- بالافروغي
- بالاموس
- بالاو ساتور
- بالس
- بارلابا
- ريخينكوس
- روبيا، جرندة
- سان فيليو دي غيكسولس
- سانتا كريستينا دي أرو
- سيرا دي دارو
- تورينت
- توروييا دي مونتغري
- أويا، جرندة
- أوياستريت
- أولترامورت
- فاي يوبريغا
- فيرخيس
- فيلوبريو.